# Toyota Bank Polska
Toyota Bank Polska SA (TBP) – bank komercyjny z siedzibą w Warszawie, działający w Polsce od 2000 roku. 
Bank jest członkiem Związku Banków Polskich. Właścicielem TBP jest niemiecka spółka Toyota Kreditbank GmbH z siedzibą w Kolonii. Od 2007 roku bank udostępnia platformę bankowości elektronicznej, oferując usługi finansowe online firmom i klientom indywidualnym. Od 2017 roku prezesem zarządu jest Bogdan Grzybowski.

## Historia działalności
Toyota Bank Polska SA rozpoczął działalność w Polsce w 2000 roku jako część koncernu Toyota Motor Corporation i Toyota Financial Services Corporation (TFSC). Tym samym TBP stał się jedną z 30 filii TFSC działających w różnych krajach świata i dostarczających różne produkty finansowe.
W 2002 roku rozpoczęła działalność Toyota Leasing Polska Sp. z o.o. (TLP), której jedynym udziałowcem jest Toyota Bank. W ten sposób TBP rozszerzyło usługi o segment leasingu i najmu długoterminowego. Oferta leasingowa koncentruje się na wspieraniu finansowania zakupu samochodów Toyota i Lexus w zakresie leasingu operacyjnego i finansowego oraz najmu długoterminowego.
20 marca 2007 roku Toyota Bank uruchomił platformę internetową, udostępniając w ten sposób usługi bankowości elektronicznej (dostęp przez Internet, telefon i SMS). Jednocześnie zmienił się profil działalności banku – ofertę rozszerzono o dodatkowe produkty, w tym konta, lokaty, kredyty i karty płatnicze. W 2019 roku TBP udostępnił nową wersję systemu bankowości elektronicznej oraz aplikację mobilną do autoryzacji transakcji w bankowości internetowej.

## Działalność
Kluczowy segment działalności Toyota Bank, od którego ta instytucja rozpoczynała funkcjonowanie na rynku w Polsce, to wsparcie klientów indywidualnych i firm w finansowaniu zakupu samochodów marki Toyota oraz Lexus. Z czasem ofertę rozszerzono o finansowanie usług u dilera (serwis samochodu). Po utworzeniu w 2001 roku Toyota Leasing Polska działalność Banku objęła także finansowanie samochodów Toyota i Lexus w formie leasingu operacyjnego, finansowego oraz najmu długoterminowego.
W 2007 roku bank poszerzył swoją ofertę produktową oferując klientom indywidualnym rachunki oszczędnościowo-rozliczeniowe i oszczędnościowe oraz kredyty gotówkowe. Konsumenci mogą także założyć lokaty terminowe, zaciągnąć kredyt na zakup samochodu, wziąć pożyczkę na dowolny cel, a także skorzystać z kredytu w koncie osobistym lub z karty kredytowej. Z takich samych produktów mogą korzystać również małe i średnie firmy.